# ديودوتس الأول
ديودوتس الأول كان أول الملوك الهلنستيين الذين حكموا بختر، بالتالي فهو أول الملوك الإغريق البختريين.
سك في عهده العديد من النقود المعدنية، وتوفي حوالي سنة 235 قبل الميلاد، وخلفه ابنه ديودوتس الثاني.